# Hans-Adolf von Blumröder
Hans-Adolf Ernst Eduard Friedrich Max Kreuzwendedich von Blumröder (* 5. August 1904 in Sigmaringen; † 16. September 1992 in München) aus dem Adelsgeschlecht Blumröder war ein deutscher Offizier, der zuletzt den Dienstgrad eines Brigadegenerals der Reserve der Bundeswehr trug, und Angehöriger des Bundesnachrichtendienstes.

## Leben
Beförderungen
- 1928 Leutnant
- 1931 Oberleutnant
- 1935 Hauptmann
- 1940 Major i. G.
- 1942 Oberstleutnant i. G.
- 1943 Oberst i. G.
- 1964 Brigadegeneral d. R.

Hans-Adolf von Blumröder war Sohn des preußischen Majors August Emil Adolf Kreuzwendedich von Blumröder (* 1859), eines Sohns des Adolf von Blumröder. Hans-Adolf von Blumröder war mit Magdalene von Blumröder verheiratet.

### Reichswehr
Hans-Adolf von Blumröder trat am 14. April 1924 als Offizieranwärter in das 5. (Preußische) Infanterie-Regiment in Stettin in die Reichswehr ein. Von Februar 1926 bis September 1927 besuchte er die Infanterieschule in Ohrdruf und Dresden. Von Oktober 1927 bis 1932 war er Zugführer in der 2. Kompanie, 5. (Preußisches) Infanterie-Regiment in Stettin, wo er am 1. März 1928 zum Leutnant und am 1. Oktober 1931 zum Oberleutnant befördert wurde, und ab 1932 bis April 1933 Kompanieoffizier der 4. und 13. Maschinengewehr-Kompanie jenes Regiments. Im Mai 1933 wurde er Lehrtruppleiter Grenzschutz Ost in Schneidemühl und im Oktober 1934 Adjutant im III. Bataillon des Infanterie-Regiments 48 in Döberitz und am 1. September 1935 zum Hauptmann ernannt.

### Wehrmacht
Von Oktober 1935 bis Oktober 1937 absolvierte von Blumröder die Generalstabsausbildung an der Kriegsakademie in Berlin zusammen mit Erich Dethleffsen. Beide waren später leitend im Bundesnachrichtendienst tätig. Vom 12. Oktober 1937 bis 7. Februar 1940 war von Blumröder Zweiter Generalstabsoffizier (Ib) der 18. Division in Liegnitz und wurde am 1. April 1939 offizier zum Generalstab versetzt. Am 8. Februar 1940 wurde er Erster Generalstabsoffizier (Ia) in der 298. Infanterie-Division, am 1. Dezember 1940 Major im Generalstab und ab 25. Mai 1941 Dritter Generalstabsoffizier (Ic) des Armeeoberkommandos 1. Ab 15. Februar 1942 war er Ic bei der Heeresgruppe Don, später der Heeresgruppe Süd und der Heeresgruppe Nordukraine, wobei er am 1. April 1942 zum Oberstleutnant und am 1. November 1943 zum Oberst im Generalstab ernannt wurde. Als Ic der Heeresgruppe hatte von Blumröder durch sein vorgelegtes klares Feindlagebild wesentlich zum Erfolg der Kämpfe im Rahmen der Operation Zitadelle beigetragen. Vom 15. August bis 19. September 1944 war von Blumröder in die Führerreserve versetzt, bevor er von September 1944 bis Mai 1945 als Chef des Generalstabes des VIII. Armeekorps eingesetzt war. Im Mai 1945 geriet er als Oberst i. G. in US-amerikanische und britische Kriegsgefangenschaft, aus der er im November 1947 entlassen wurde.

### Nachkriegszeit
Von 1947 bis 1956 arbeitete von Blumröder im Kreisverband der Christlich Demokratischen Union Deutschlands in Rendsburg. Außerdem war er Berater der Britischen Rheinarmee.
Im März wurde von Blumröder als Oberst wieder in ein Wehrdienstverhältnis berufen und Referatsleiter im Bundesnachrichtendienst. Von September 1957 bis Juni 1959 war er Leiter der Lehrgruppe G2/A2 an der G2/A2-Schule in Rengsdorf und Bad Ems. Von Oktober 1959 bis Anfang Februar 1962 war er stellvertretender Befehlshaber und Chef des Stabes des Wehrbereichs 1 in Kiel und danach von 1962 bis 1964 Referatsleiter im Bundeskanzleramt und Sekretär des Bundesverteidigungsrates in Bonn. Ende März 1964 wurde er in den Ruhestand versetzt, worauf sich unmittelbar eine Wehrübung anschloss. Am 15. Juli 1964 wurde er zum Brigadegeneral der Reserve ernannt und als Leitreferent für strategische Aufklärung verwendet. 1965 wäre im Verteidigungsfall von Blumröder Verbindungsoffizier des Bundesnachrichtendienstes beim Bundeskanzler und Inhaber der Befehls- und Kommandogewalt geworden.

## Auszeichnungen
- Eisernes Kreuz I. Klasse
- 14. Oktober 1944: Deutsches Kreuz in Silber[1]
- 21. März 1964: Bundesverdienstkreuz I. Klasse